# Urraca van Zamora

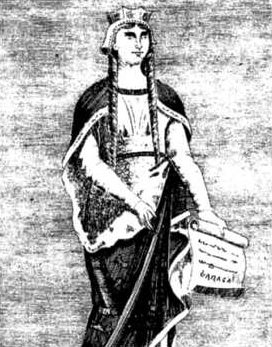
Urraca van Zamora
(1882), gravure uit Zamora Ilustrada

Urraca van Zamora (1033 - 1101) is een belangrijk personage in het Cantar de mio Cid.

## Biografie
Urraca werd geboren als een dochter van Ferdinand I van León en Sancha van León en kort voor zijn dood verdeelde Ferdinand zijn bezittingen onder zijn kinderen. Sancho verkreeg Castilië, Alfons verkreeg León, García verkreeg Galicië, Elvira verkreeg Toro en Urraca kreeg Zamora. Sancho wilde echter over alle gebieden van zijn vader regeren en voerde oorlog tegen zijn broers en zussen. Hij wist zijn broers gemakkelijk te verslaan, maar de sterk verdedigde stad van Zamora hield stand tegen Sancho.
Toen Sancho op mysterieuze wijze werd vermoord, werd verondersteld dat Urraca en haar broer Alfons achter de moord zaten. Ondanks de dood van Sancho bleef de Castiliaanse adel Zamora belegeren. Volgens de Cantar de mio Cid werd het lot van de stad bezegeld door middel van een gerechtelijk tweegevecht dat echter onbeslist bleef. Urraca drong er vervolgens bij de adel op aan Alfons te erkennen als koning van Castilië en León. Toen Urraca ouder werd, trok ze zich uiteindelijk terug in een klooster in León waar ze uiteindelijk overleed. Ze werd later bijgezet in de Real Colegiata Basilica de San Isidoro in León.

## In populaire cultuur
In de film El Cid uit 1961 werd de rol van Urraca gespeeld door Geneviève Page.

## Voorouders
| Voorouders van Urraca van Zamora (1033-1101) | Voorouders van Urraca van Zamora (1033-1101)                      | Voorouders van Urraca van Zamora (1033-1101)                      | Voorouders van Urraca van Zamora (1033-1101)                      | Voorouders van Urraca van Zamora (1033-1101)                      | Voorouders van Urraca van Zamora (1033-1101)                     | Voorouders van Urraca van Zamora (1033-1101)                     | Voorouders van Urraca van Zamora (1033-1101)                   | Voorouders van Urraca van Zamora (1033-1101)                   |
| -------------------------------------------- | ----------------------------------------------------------------- | ----------------------------------------------------------------- | ----------------------------------------------------------------- | ----------------------------------------------------------------- | ---------------------------------------------------------------- | ---------------------------------------------------------------- | -------------------------------------------------------------- | -------------------------------------------------------------- |
| Overgrootouders                              | García II van Navarra (964-1000) ∞ Jimena Fernández (-1035)       | García II van Navarra (964-1000) ∞ Jimena Fernández (-1035)       | Sancho I Garcés (965-1017) ∞ Uracca Salvadores (-)                | Sancho I Garcés (965-1017) ∞ Uracca Salvadores (-)                | Bermudo II van León (953-999) ∞ 1003 Elvira van Castilië (-1017) | Bermudo II van León (953-999) ∞ 1003 Elvira van Castilië (-1017) | Menendo González (-) ∞ ? (-)                                   | Menendo González (-) ∞ ? (-)                                   |
| Grootouders                                  | Sancho III van Navarra (990-1035) ∞ Mayor van Castilië (995-1032) | Sancho III van Navarra (990-1035) ∞ Mayor van Castilië (995-1032) | Sancho III van Navarra (990-1035) ∞ Mayor van Castilië (995-1032) | Sancho III van Navarra (990-1035) ∞ Mayor van Castilië (995-1032) | Alfons V van León (994-1028) ∞ Elvira Menéndez (-1022)           | Alfons V van León (994-1028) ∞ Elvira Menéndez (-1022)           | Alfons V van León (994-1028) ∞ Elvira Menéndez (-1022)         | Alfons V van León (994-1028) ∞ Elvira Menéndez (-1022)         |
| Ouders                                       | Ferdinand I van León (1016-1065) ∞ Sancha van León (1013-1067)    | Ferdinand I van León (1016-1065) ∞ Sancha van León (1013-1067)    | Ferdinand I van León (1016-1065) ∞ Sancha van León (1013-1067)    | Ferdinand I van León (1016-1065) ∞ Sancha van León (1013-1067)    | Ferdinand I van León (1016-1065) ∞ Sancha van León (1013-1067)   | Ferdinand I van León (1016-1065) ∞ Sancha van León (1013-1067)   | Ferdinand I van León (1016-1065) ∞ Sancha van León (1013-1067) | Ferdinand I van León (1016-1065) ∞ Sancha van León (1013-1067) |